# Distretto di Kirovskoe
Il distretto di Kirovskoe (in russo Кировский район?; in ucraino Кіровський район?; in tataro: İslâm Terek rayonı) è un rajon della Crimea con 53.896 abitanti al 2013. Il capoluogo è l'omonima città.

## Geografia antropica
Il distretto è suddiviso in una città, un insediamento urbano e 11 insediamenti rurali con 38 villaggi.

### Città
- Staryj Krym

### Popolazione
Tabella di ripartizione della popolazione secondo il censimento del 2001:
- Russi: 29.290 (50,5%)
- Tartari di Crimea: 14.816 (25,5%)
- Ucraini: 10.219 (17,6%)
- Bielorussi: 955 (1,7%)
- Tatari: 775 (1,4%)
- Mari: 206 (0,4%)
- Armeni: 198 (0,3%)
- Coreani: 175 (0,3%)
- Greci: 167 (0,3%)
- Usbechi: 128 (0,2%)